# Gran Premio Campionato Europeo
Gran Premio Campionato Europeo är ett travlopp för varmblod som körs på Ippodromo Savio i Cesena i Italien varje år sedan 1996. Det är ett Grupp 1-lopp, det vill säga ett lopp av högsta internationella klass. Det är ett av Italiens största travlopp. Loppet körs över distansen 1660 meter med autostart. Förstapris är 165 000 euro.

## Vinnare
| År   | Häst              | Efter             | Kusk                  | Tränare               | Tid    |
| ---- | ----------------- | ----------------- | --------------------- | --------------------- | ------ |
| 2024 | Click Bait        | Cantab Hall       | Roberto Vecchione     | Alessandro Gocciadoro | 1'13"5 |
| 2023 | Akela Pal Ferm    | Maharajah         | Antonio di Nardo      | Gennaro Casillo       | 1'13"3 |
| 2022 | Cokstile          | Quite Easy U.S.   | VP Dell’Annunziata    | Mattia Orlando        | 1'11"1 |
| 2021 | Vernissage Grif   | Varenne           | Alessandro Gocciadoro | Alessandro Gocciadoro | 1'11"9 |
| 2020 | Vernissage Grif   | Varenne           | Alessandro Gocciadoro | Alessandro Gocciadoro | 1'11"6 |
| 2019 | Arazi Boko        | Varenne           | Alessandro Gocciadoro | Alessandro Gocciadoro | 1'11"1 |
| 2018 | Arazi Boko        | Varenne           | Alessandro Gocciadoro | Alessandro Gocciadoro | 1'10"3 |
| 2017 | Timone Ek         | Mr. Vic           | Enrico Bellei         | Philippe Billard      | 1'11"4 |
| 2016 | Ringostarr Treb   | Classic Photo     | Roberto Vecchione     | Holger Ehlert         | 1'14"3 |
| 2015 | Orsia             | Angus Hall        | Antonio Di Nardo      | Massimo Finetti       | 1'13"5 |
| 2014 | Osasco di Ruggi   | Varenne           | Roberto Vecchione     | Holger Ehlert         | 1'13"6 |
| 2013 | Mack Grace Sm     | CC:s Chuckie T    | Roberto Andreghetti   | Lucio Colletti        | 1'12"1 |
| 2012 | Mack Grace Sm     | CC:s Chuckie T    | Roberto Andreghetti   | Lucio Colletti        | 1'12"9 |
| 2011 | Renommée d'Aubret | Buvetier d'Aunou  | Pierre Vercruysse     | Philippe E Trible     | 1'14"3 |
| 2010 | Looney Tunes      | Ganymède          | Maik Esper            | Holger Ehlert         | 1'12"7 |
| 2009 | Algiers Hall      | Conway Hall       | Roberto Vecchione     | Holger Ehlert         | 1'14"6 |
| 2008 | Ghiaccio del Nord | Bon Vivant        | Enrico Bellei         | Claus Ernst Hollman   | 1'11"6 |
| 2007 | Camilla Highness  | Super Arnie       | Peter Ingves          | Petri Puro            | 1'17"4 |
| 2006 | Smashing Victory  | Smasher           | Björn Goop            | Olle Goop             | 1'13"9 |
| 2005 | Let's Go          | Aristote          | Enrico Bellei         | Holger Ehlert         | 1'18"8 |
| 2004 | Pegasus Boko      | Barbeque          | Pietro Gubellini      | Holger Ehlert         | 1'14"3 |
| 2003 | Digger Crown      | Lindy's Crown     | Stig H. Johansson     | Stig H. Johansson     | 1'13"3 |
| 2002 | Presta Yankee     | Prestadet         | Martin Redl           | Karin Port            | 1'17"0 |
| 2001 | Igor Brick        | Super Arnie       | Örjan Kihlström       | Stefan Melander       | 1'13"6 |
| 2000 | Famous November   | Lisas Boy         | Mattia Ricci          | Mattia Ricci          | 1'13"5 |
| 1999 | Nuke It Linsay    | Garland Lobell    | Heinz Wewering        | Heinz Wewering        | 1'16"7 |
| 1998 | Kramer Boy        | Sugarcane Hanover | Pietro Gubellini      | Johnny Takter         | 1'16"9 |
| 1997 | Crowning Classic  | Crowning Point    | Mauro Baroncini       | Mauro Baroncini       | 1'14"7 |
| 1996 | Crowning Classic  | Crowning Point    | Mauro Baroncini       | Mauro Baroncini       | 1'13"7 |